# 崔真基
崔真基（1953年—），广东电白人，汉族，中华人民共和国政治人物、第十二届全国人民代表大会广东地区代表。
毕业于美国国际管理科技大学工商管理。担任广东正域投资集团董事长。2008年起担任全国人大代表。2013年，担任全国人大代表。